# Monika Krzywkowska
Monika Krzywkowska (ur. 23 lutego 1973 w Warszawie) – polska aktorka filmowa, telewizyjna i teatralna.

## Życiorys
W 1997 ukończyła studia na Wydziale Aktorskim Akademii Teatralnej w Warszawie. Była aktorką Teatru Ateneum i Teatru im. Wojciecha Bogusławskiego w Kaliszu. W latach 2000–2012 oraz od 2017 roku aktorka Teatru Współczesnego w Warszawie. W latach 2012–2017 była aktorką Teatru Studio w Warszawie.
Największą popularność przyniosła jej rola Teresy Jankowskiej-Szpunar w serialu Samo życie. Za rolę Grażyny Rozwodniczki była nominowana do Feliksów Warszawskich za sezon 2001/2002 w kategorii Najlepsza Drugoplanowa Rola Kobieca. Wystąpiła też w obsypanym Złotymi Lwami dramacie Życie jako śmiertelna choroba przenoszona drogą płciową. 30 listopada 2015 otrzymała nominację do Telekamer „Tele Tygodnia” 2016 w kategorii Aktorka.
W 2010 otrzymała nagrodę dla najlepszej aktorki na Kaliskich Spotkaniach Teatralnych za rolę Anny Wojnicew w „Sztuce bez tytułu”. W 2012 została nagrodzona „Feliksem Warszawskim” za pierwszoplanową rolę żeńską w spektaklu „Moralność Pani Dulskiej” Gabrieli Zapolskiej w reżyserii Agnieszki Glińskiej w Teatrze Współczesnym w Warszawie.
Pracuje także w rolach dubbingowych: jej głosem mówiła, m.in. Helena Bonham Carter w polskiej wersji amerykańskich filmów Jeździec znikąd (2013) oraz Kopciuszek (2015).

## Życie prywatne
Zamężna z Marcinem, z którym ma córkę Lenę.

## Teatr

### Teatr Studio
- „Sąd ostateczny” (prem. 2012), reż. A. Glińska, jako Leni
- „Dwoje biednych Rumunów mówiących po polsku” (prem. 2013), reż. A. Glińska
- „Wiśniowy sad” (prem. 2013), reż. A. Glińska, jako Raniewska
- „Jak zostałam wiedźmą” (prem.2014), reż. A. Glińska

### Teatr Współczesny
- „Adwokat i róże” (prem. 1997), reż. Z. Zapasiewicz, jako Siostrzenica
- „Barbarzyńcy” (prem. 2000), reż. A. Glińska, jako Lidia Pawłowna
- „Imię” (prem. 2001), reż. A. Glińska, jako dziewczyna
- „Bambini di Praga” (prem. 2001), reż. A. Glińska, jako panna Grudówna
- „Wniebowstąpienie” (prem. 2002), reż. M. Englert, jako Grażyna-Rozwodniczka
- „Stracone zachody miłości” (prem. 2003), reż. A. Glińska, jako księżniczka Francuska
- „Wagon” (prem. 2007), reż. K. Zaleski, jako Baśka, Dzidzia
- „Teremin” (prem. 2007), reż. A. Tyszkiewicz, jako Katarzyna Teremin
- „Napis” (prem. 2005), reż. M. Englert, jako pani Lebrun
- „Udając ofiarę” (prem. 2006), reż. M. Englert, jako matka
- „Sztuka bez tytułu” (prem. 2009), reż. A. Glińska, jako Anna Wojnicew
- „Moralność pani Dulskiej” (prem. 2011), reż. A. Glińska, jako Aniela Dulska
- „Lepiej już było...” (prem. 2016), reż. W. Adamczyk, jako Penelopa Farthingale, Pani Donnington, Kasjerka II
- „Zbrodnie serca” (prem. 2018), reż. J. Tumidajski, jako Lenny Magrath
- „Nim odleci” (prem. 2018), reż. M. Englert, jako Anne
- „Kuchnia Caroline” (prem. 2020), reż. J. Tumidajski, jako Caroline Mortimer

### Teatr Capitol w Warszawie
- „Skok w bok” (prem. 2017), reż. A. Rozhin, jako Isobel

### Teatr Spektaklove w Warszawie
- Na zdrowie (prem. 2022), reż. M. Hycnar, jako April

### Teatr Adria Art
- O mało co... (prem. 2022), reż. J. Wons, jako Jessica

### Teatr Wydział Produkcji
- Prawda (prem. 2023), reż. W. Malajkat
- Kim jest Pan Schmitt? (prem. 2024), reż. A. Figura, jako żona

## Filmografia

### Filmy
| Rok  | Tytuł                                                   | Rola                           |
| ---- | ------------------------------------------------------- | ------------------------------ |
| 1995 | Berenika                                                | Meg                            |
| 1999 | Pan Tadeusz                                             | dziewczyna                     |
| 2000 | Pół serio                                               |                                |
| 2000 | Życie jako śmiertelna choroba przenoszona drogą płciową | Hanka                          |
| 2002 | Suplement                                               | Hanka                          |
| 2004 | Niedosyt                                                | Monika                         |
| 2009 | Nigdy nie mów nigdy                                     | pracownica ośrodka adopcyjnego |
| 2010 | Kobieta, która pragnęła mężczyzny                       | żona Maćka                     |
| 2013 | Radosław                                                | Wanda                          |
| 2014 | Wkręceni                                                | Anna Mikulska                  |
| 2016 | #WszystkoGra                                            | mama Basi                      |
| 2016 | Jan Mazurkiewicz PS. „Radosław”                         |                                |
| 2018 | Kobieta sukcesu                                         | Krystyna                       |
| 2018 | Serce nie sługa                                         | siostra Filipa                 |
| 2020 | Wszyscy moi przyjaciele nie żyją                        | Gloria                         |
| 2021 | Dawid i elfy                                            | Mikołajowa                     |
| 2022 | 8 rzeczy, których nie wiecie o facetach                 | ginekolog                      |
| 2022 | Parada serc                                             | Zula                           |
| 2023 | Miłość do kwadratu jeszcze raz                          | Aleksandra Burska              |
| 2023 | Miłość do kwadratu bez granic                           | Aleksandra Burska              |

### Seriale
| Rok                  | Tytuł                        | Rola                                                | Uwagi        |
| -------------------- | ---------------------------- | --------------------------------------------------- | ------------ |
| 1996                 | Dom                          | studentka                                           | odc. 13      |
| 1996                 | Maszyna zmian. Nowe przygody | ekspedientka                                        | odc. 2       |
| 1997                 | Klan                         | klientka butiku                                     |              |
| 1998                 | Ekstradycja 3                | synowa Góry                                         | odc. 4       |
| 1999                 | Wszystkie pieniądze świata   | Zula                                                |              |
| 2001–2003            | M jak miłość                 | Maria Szeląg, terapeutka Jacka Mileckiego           |              |
| 2002–2010            | Samo życie                   | Teresa Jankowska-Szpunar                            |              |
| 2006                 | Mrok                         | prokurator                                          | odc. 5       |
| 2007                 | Ekipa                        | policjantka                                         | odc. 3, 4    |
| 2009                 | Naznaczony                   | Helena Drawska                                      | odc. 6       |
| 2010                 | Ratownicy                    | Ewa, córka Piotra Rojka                             |              |
| 2011                 | Usta usta                    | Anna Wierzbicka, żona Marka                         | odc. 26, 28  |
| 2011                 | Hotel 52                     | Paulina                                             | odc. 32      |
| 2011                 | Siła wyższa                  | Urszula                                             |              |
| 2011                 | Ojciec Mateusz               | Celina, matka Karoliny                              | odc. 92      |
| 2012–2014            | Piąty Stadion                | barmanka, Sonia Sawczenko                           |              |
| 2012                 | Prawo Agaty                  | Renata, siostra Elżbiety Jezierskiej                | odc. 25      |
| 2012–2013            | Wszystko przed nami          | Jola, urzędniczka Sanepidu                          |              |
| 2013–2014, 2018–2019 | M jak miłość                 | prawniczka Jolanta Kaczmarek, kuzynka Adama Wernera |              |
| 2014                 | Lekarze                      | skrzypaczka Edyta Bilska                            | odc. 58      |
| 2015                 | Skazane                      | Sylwia Miller                                       |              |
| 2015                 | Ojciec Mateusz               | Elżbieta                                            | odc. 164     |
| 2016                 | Pierwsza miłość              | Ingrid Chinasky                                     |              |
| 2016                 | Komisarz Alex                | Iwona Cieślak, matka Elizy                          | odc. 102     |
| 2016                 | Na dobre i na złe            | Dorota Rosłoń                                       | odc. 640     |
| 2018–2019            | Za marzenia                  | Ewa Morawiec, matka Zosi                            |              |
| 2018                 | W rytmie serca               | redaktor Mira Jaworska                              | odc. 32      |
| 2018                 | Druga szansa                 | dziennikarka Elwira Bachanek                        |              |
| 2019                 | Odwróceni. Ojcowie i córki   | terapeutka Marta                                    | odc. 3, 6, 8 |
| 2019                 | 39 i pół tygodnia            | doktor Ewa Zarębska                                 |              |
| 2020                 | Ojciec Mateusz               | Jola                                                | odc. 308     |
| 2020                 | Blondynka                    | Oksana Potapczuk-Traczyk                            |              |
| 2021–2023            | Mecenas Porada               | Marta Solwecka                                      |              |
| 2021                 | Odwilż                       | Dorota Czerwińska                                   |              |
| 2022–2023            | Swaci                        | Iwona Kwiatkowska, babcia Mai                       |              |
| 2023                 | Polowanie na ćmy             | Franciszka Szlimakowska                             |              |
| 2023                 | Ojciec Mateusz               | Anna Grzelak                                        | odc. 388     |

### Polski dubbing
| Rok  | Tytuł                               | Rola             |
| ---- | ----------------------------------- | ---------------- |
| 2010 | Victoria znaczy zwycięstwo          | Helen            |
| 2013 | Jeździec znikąd                     | Red Harrington   |
| 2015 | Avengers: Czas Ultrona              | Laura Burton     |
| 2015 | Kopciuszek                          | wróżka chrzestna |
| 2018 | Han Solo: Gwiezdne wojny – historie | Val              |
| 2019 | The Mandalorian                     | Morgan Elsbeth   |
| 2020 | Mulan                               | Xianniang        |
| 2021 | Hawkeye                             | Laura Barton     |

### Teatr TV
- 1995 Berenika reż. W. Pacyjna, jako Meg
- 1996 Podporucznik Kiże reż. T. Zygadło
- 1997 Nasze miasto (1997) reż. Maria Zmarz-Koczanowicz, jako Rebeka
- 1998 Dzwony (Dickens K.) reż. Z. Zapasiewicz, jako Lilian
- 1998 Ukryty śmiech reż. W. Adamek, jako Natalia
- 1999 Lalek reż. Z. Zapasiewicz, jako Marysia-Jadzia
- 2000 Sandra K. reż. Maria Zmarz-Koczanowicz, jako Ela
- 2000 Skiz (2000) reż. G. Holoubek, jako Muszka
- 2000 Wigilijna opowieść reż. P. Trzaskalski, jako Bożena
- 2004 Czwarta siostra reż. A. Glińska, jako Katia
- 2004 Pamiętnik z powstania warszawskiego (2004) reż. Maria Zmarz-Koczanowicz, jako Heńka
- 2004 Wniebowstąpienie (Konwicki T.) reż. M. Englert, jako Grażyna
- 2005 Pieniądze i przyjaciele reż. A. Glińska, jako Penny
- 2006 Słowo honoru reż. K. Zaleski, jako Maria Kann
- 2007 Stygmatyczka reż. W. Nowak, jako Obca-Mniszka
- 2010 Sztuka bez tytułu reż. A. Glińska, jako Anna Wojnicew
- 2010 Czarnobyl - cztery dni w kwietniu reż. J. Dymek, jako Basia-asystentka
- 2011 Najweselszy człowiek reż. Ł. Wylężałek, jako żona Makuszyńskiego